# Bandeira de Hortolândia
A Bandeira de Hortolândia, que ostenta o brasão municipal ao centro. É composta em três cores, fundo amarelo, suas listras em diagonal, em ambos os lados em verde e azul celeste.
O design da bandeira foi feito pela professora, Terezinha França de Mendonça Duarte. A bandeira foi hasteada pela primeira vez, na data de comemoração oficial do novo município, 19 de Maio de 1993. O desenho é composto por três cores, amarelo, azul e verde. O amarelo cobre todo o fundo da bandeira, representando o território da cidade e a força do sol. No campo amarelo tem quatro faixas azuis, que representa as águas do Ribeirão Jacuba, local de origem do povoado. O azul simboliza também a verdade e a espiritualidade. A cor verde está entre as faixas azuis, e representa os limites do horto, e também simboliza os cidadãos hortolandenses.